# Mihail Arnăutu
Mihail Arnăutu (n. 19 septembrie 1913, Balabanca, Comuna Divizia, Tatarbunar, Odesa, Ucraina – d. 22 martie 1995, București, România) a fost un solist al Operei Române din București, care a fost distins cu titlul de artist emerit.

## Distincții
- Ordinul Meritul Cultural în gradul de Medalie cl. I, pentru teatru (1 februarie 1943)[1]
- titlul de Artist Emerit al Republicii Populare Romîne (26 august 1954) „pentru merite excepționale în domeniul dezvoltării artei”[2]
- Ordinul Meritul Cultural clasa a III-a (12 septembrie 1968) „pentru merite deosebite în activitatea muzicală”[3]